# Birgit Pausch
Birgit Pausch (* 7. Februar 1942 in Breslau) ist eine deutsche Schauspielerin und Schriftstellerin.

## Leben
Birgit Pausch wuchs in Düsseldorf auf. Sie absolvierte an der Falckenbergschule in München eine Schauspielausbildung und hatte ab 1964 Engagements an Theatern in Bremen und Berlin. Seit 1973 lebt sie in Florenz.
Pausch ist zwischen 1977 und 1982 als Autorin erzählerischer Werke bekannt geworden. 1983 nahm sie am Ingeborg-Bachmann-Wettbewerb in Klagenfurt teil, und 1985 erhielt sie ein Stipendium des Deutschen Literaturfonds.

## Werke
- Die Verweigerungen der Johanna Glauflügel. Erzählung. Rotbuch Verlag, Berlin 1977  ISBN 3 88022 164 2
- Bildnis der Jakobina Völker. Erzählung. Claassen Verlag, Düsseldorf 1980  ISBN 3 546 473728
- Die Schiffschaukel. Novelle. Luchterhand, Darmstadt und Neuwied 1982  ISBN 3-472-86560-1